# Diana Hoyos
Diana Patricia Hoyos Buenaventura (Cali, 22 de abril de 1985) es una actriz y cantante colombiana. Es reconocida por su actuación en Oye bonita, Amar y temer  y Enfermeras.

## Biografía
Diana Hoyos es hija del músico Álvaro Hoyos y de Yamilet Buenaventura. Su hermano menor se llama Jorge Hoyos. Comenzó su carrera en la televisión como concursante en el exitoso reality Popstars, del cual fue finalista. Esto le sirvió para actuar en diversas producciones de Caracol Televisión, como La jaula, El vuelo de la cometa, Expedientes, Floricienta, entre otras. Obtuvo su primer protagónico en la telenovela Oye bonita: primer lugar en sintonía durante casi dos años en la televisión colombiana.
Hoyos también ha incursionado en el cine. En la actualidad prepara el lanzamiento de su primer trabajo discográfico, titulado Diana Hoyos; de esta producción se desprende el sencillo "La mala". En el 2019 interpretó a María Clara González en Enfermeras del Canal RCN.

## Filmografía[2]

### Televisión
| Año       | Título                       | Personaje                                    | Canal              |
| --------- | ---------------------------- | -------------------------------------------- | ------------------ |
| 2022      | Te la dedico                 | Adriana Osorio                               | Canal RCN          |
| 2019-2021 | Enfermeras                   | María Clara González                         | Canal RCN          |
| 2019      | El general Naranjo           | Valentina Montoya                            | Fox Premium        |
| 2016-2017 | Hilos de sangre azul         | Sara Yunus                                   | Canal RCN          |
| 2016      | Sinú, río de pasiones        | Leonilde "Leo" Amador                        | Caracol Televisión |
| 2015      | El Chivo                     | Ángela Durán                                 | UniMás             |
| 2014      | Las trampas de Falopio       | Alejandra                                    |                    |
| 2013      | Comando elite                | Teniente Sarah Restrepo                      | Canal RCN          |
| 2012      | Escobar, el patrón del mal   | Nancy Restrepo de Lara                       | Caracol Televisión |
| 2011      | Amar y temer                 | Alicia Bénitez / Alberto Aragón              | Caracol Televisión |
| 2010      | El cartel 2: La guerra total | Zully Carmona                                | Caracol Televisión |
| 2008-2010 | Oye bonita                   | Diana Margarita Lacouture Murgas "La Bonita" | Caracol Televisión |
| 2006-2007 | Floricienta                  | Clara                                        | Canal RCN          |
| 2005-2007 | Decisiones                   | Varios episodios                             | Telemundo          |
| 2004      | El vuelo de la cometa        | María Consuelo Martínez                      |                    |
| 2003      | La jaula                     | Rosa                                         | Caracol Televisión |

## Cine
| Año  | Título                  | Personaje   |
| ---- | ----------------------- | ----------- |
| 2025 | Donde tu quieras        | Julia       |
| 2021 | Never Back Down: Revolt | Valentina   |
| 2020 | Francotirador           |             |
| 2017 | Sniper: Ultimate Kill   | Marla Ramos |
| 2003 | El carro                | Lorena      |

## Programa
| Año  | Título             | Rol                    | Canal      |
| ---- | ------------------ | ---------------------- | ---------- |
| 2012 | ¡Qué locura!       | Leonel Ventura         | Venevisión |
| 2002 | Popstars: Colombia | Ella misma (Finalista) |            |

## Premios y nominaciones

### Premios India Catalina
| Año  | Categoría                                      | Telenovela o serie | Resultado |
| ---- | ---------------------------------------------- | ------------------ | --------- |
| 2020 | Mejor actriz protagónica de telenovela o serie | Enfermeras         | Ganadora  |
| 2012 | Mejor actriz protagónica de telenovela         | Amar y temer       | Nominada  |

### Premios TVyNovelas
| Año  | Categoría                              | Telenovela o serie | Resultado |
| ---- | -------------------------------------- | ------------------ | --------- |
| 2012 | Mejor actriz protagónica de telenovela | Amar y temer       | Nominada  |

### Premios Talento Caracol
| Año  | Categoría    | Telenovela o serie | Resultado |
| ---- | ------------ | ------------------ | --------- |
| 2012 | Mejor actriz | Amar y temer       | Nominada  |

### Premios Online
| Año  | Categoría                  | Telenovela o serie | Resultado |
| ---- | -------------------------- | ------------------ | --------- |
| 2020 | Actriz influencer favorita | Enfermeras         | Ganadora  |